# أوراز قايجيلر أوغلي
أوراز قايجيلر أوغلي (مواليد 30 يونيو 1987) هو ممثل ومقدم برامج تركي. تخرج في جامعة إسطنبول بيلجي وحصل على شهادة في الإعلانات التجارية.